# San Jerónimo Tecoatl
San Jerónimo Tecoatl là một đô thị thuộc bang Oaxaca, México. Năm 2005, dân số của đô thị này là 1522 người.